# Lemmus sibiricus
El lemming siberiano (Lemmus sibiricus) es una especie de roedor miomorfo de la familia Cricetidae.

## Distribución
Se encuentra en Canadá, Rusia y Estados Unidos.

## Comportamiento
No hibernan durante el invierno, porque vive en madrigueras. Es depredado por varios animales, incluido el búho nival (Bubo scandiacus) y el zorro polar (Alopex lagopus).